# Hydrocynus forskahlii
Hydrocynus forskahlii är en fiskart som först beskrevs av Cuvier, 1819.  Hydrocynus forskahlii ingår i släktet Hydrocynus och familjen Alestidae. IUCN kategoriserar arten globalt som livskraftig. Inga underarter finns listade i Catalogue of Life.